# Mount Dromedary, Antarktis
Mount Dromedary är ett berg i Antarktis. Det ligger i Östantarktis. Nya Zeeland gör anspråk på området. Toppen på Mount Dromedary är 2 400 meter över havet, eller 382 meter över den omgivande terrängen. Bredden vid basen är 1,4 km.
Terrängen runt Mount Dromedary är bergig norrut, men söderut är den kuperad. Trakten är obefolkad. Det finns inga samhällen i närheten.